# Diocesi di Mahenge
La diocesi di Mahenge (in latino Dioecesis Mahengensis) è una sede della Chiesa cattolica in Tanzania suffraganea dell'arcidiocesi di Dar-es-Salaam. Nel 2023 contava 187.095 battezzati su 288.377 abitanti. È retta dal vescovo Agapiti Ndorobo.

## Territorio
La diocesi comprende parte della regione di Morogoro in Tanzania.
Sede vescovile è la città di Mahenge, dove si trova la cattedrale di Cristo Re.
Il territorio è suddiviso in 34 parrocchie.

## Storia
La diocesi è stata eretta il 21 aprile 1964 con la bolla Praeceptum illud di papa Paolo VI, ricavandone il territorio dall'arcidiocesi di Dar-es-Salaam.
Il 14 gennaio 2012 ha ceduto una porzione di territorio a vantaggio dell'erezione della diocesi di Ifakara.

## Cronotassi dei vescovi
Si omettono i periodi di sede vacante non superiori ai 2 anni o non storicamente accertati.
- Elias Mchonde † (21 aprile 1964 - 13 giugno 1969 deceduto)
- Nikasius Kipengele † (25 giugno 1970 - 7 dicembre 1971 deceduto)
- Patrick Iteka † (14 giugno 1973 - 22 agosto 1993 deceduto)
- Agapiti Ndorobo, dal 3 marzo 1995

## Statistiche
La diocesi nel 2023 su una popolazione di 288.377 persone contava 187.095 battezzati, corrispondenti al 64,9% del totale.
| anno | popolazione | popolazione | popolazione | presbiteri | presbiteri | presbiteri | presbiteri                | diaconi | religiosi | religiosi | parrocchie |
| anno | battezzati  | totale      | %           | numero     | secolari   | regolari   | battezzati per presbitero | diaconi | uomini    | donne     | parrocchie |
| ---- | ----------- | ----------- | ----------- | ---------- | ---------- | ---------- | ------------------------- | ------- | --------- | --------- | ---------- |
| 1970 | 91.683      | 178.716     | 51,3        | 56         | 10         | 46         | 1.637                     |         | 78        | 89        | 22         |
| 1980 | 102.350     | 253.000     | 40,5        | 47         | 24         | 23         | 2.177                     |         | 53        | 92        | 22         |
| 1990 | 156.607     | 256.268     | 61,1        | 41         | 32         | 9          | 3.819                     |         | 44        | 155       | 30         |
| 1999 | 261.610     | 423.076     | 61,8        | 57         | 46         | 11         | 4.589                     |         | 35        | 207       | 24         |
| 2000 | 287.590     | 424.218     | 67,8        | 59         | 48         | 11         | 4.874                     |         | 27        | 203       | 25         |
| 2001 | 327.894     | 458.774     | 71,5        | 63         | 50         | 13         | 5.204                     |         | 24        | 204       | 27         |
| 2002 | 438.047     | 498.635     | 87,8        | 70         | 50         | 20         | 6.257                     |         | 31        | 205       | 29         |
| 2003 | 458.130     | 522.759     | 87,6        | 81         | 60         | 21         | 5.655                     |         | 34        | 227       | 30         |
| 2004 | 465.696     | 531.237     | 87,7        | 82         | 62         | 20         | 5.679                     |         | 35        | 235       | 32         |
| 2010 | 474.820     | 649.239     | 73,1        | 67         | 27         | 94         | 5.051                     |         | 41        | 272       | 36         |
| 2012 | 200.000     | 277.221     | 72,1        | 41         | 38         | 3          | 4.878                     |         | 3         | 67        | 19         |
| 2013 | 210.511     | 300.127     | 70,1        | 42         | 37         | 5          | 5.012                     |         | 15        | 42        | 20         |
| 2016 | 231.164     | 322.450     | 71,7        | 42         | 37         | 5          | 5.503                     |         | 15        | 55        | 27         |
| 2019 | 241.800     | 354.620     | 68,2        | 49         | 44         | 5          | 4.934                     |         | 14        | 81        | 31         |
| 2021 | 242.900     | 356.220     | 68,2        | 49         | 42         | 7          | 4.957                     |         | 15        | 59        | 34         |
| 2023 | 187.095     | 288.377     | 64,9        | 53         | 45         | 8          | 3.530                     |         | 18        | 80        | 34         |